# Badcallian
Das Badcallian war eine orogenetische Phase, die zu Beginn des Neoarchaikums vor zirka 2760 Millionen Jahren BP im Hebriden-Terran die Gesteine des Lewisians verformte und metamorphosierte.

## Etymologie und Erstbeschreibung
Die Bezeichnung Badcallian leitet sich von seiner eponymen Typlokalität Badcall ab, einem kleinen Fischerdorf bei Scourie an der Nordwestküste Schottlands. Wissenschaftlich wurde der Begriff 1970 erstmals von R. G. Park verwendet.

## Charakterisierung

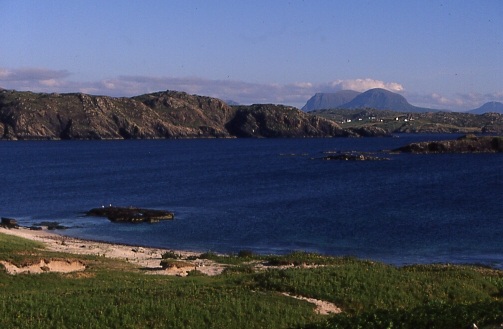
Blick von Handa nach Scourie und die Typregion. Im Hintergrund der Quinag

Im Grundgebirge des Hebriden-Terrans ist das Badcallian die älteste Verformungsphase. Die Ausgangsgesteine des Scourians, vorwiegend Tonalite, die sich zwischen 3030 und 2960 Millionen Jahren BP an einer Subduktionszone gebildet hatten, wurden isoklinal verfaltet und zerschert, so dass schließlich flachliegende Bändergneise hervorgingen (Gneisifizierung). Ausgeprägte Lineationen fehlen jedoch.  Zwischen Scourie und Gruinard Bay erreichte die begleitende Metamorphose die Granulit-Fazies und es bildeten sich wasserfreie Mineralparagenesen des Typs Orthopyroxen-Quarz-Feldspat. Die Temperaturen bewegten sich während der Metamorphose zwischen 950 und 1000 °C und die Drucke schwankten zwischen 11 und 15 Kilobar bzw. 1,1 bis 1,5 Gigapascal. Diese p-T-Bedingungen herrschen in der Unterkruste bei Tiefen zwischen 35 und 50 Kilometer. Bedingt durch die ultrahohen Temperaturen (engl. ultra-high temperatures oder abgekürzt UHT) im Verlauf der Metamorphose wurde stellenweise partielles Aufschmelzen verwirklicht.

## Datierung
Eine radiometrische Datierung mittels der Pb-Pb-Methode an Monazit-Einschlüssen in früh entstandenem Granat – ein Hinweis auf hochgradige Metamorphosebedingungen – erbrachte 2760 Millionen Jahre BP. Corfu u. a. (1994) fanden mit der Mikroprobe  Alter von 2710 Millionen Jahren BP. Es wurden aber auch Alter um 2500 Millionen Jahren BP für das Badcallian ermittelt. Welche dieser beiden Altersgruppen (um 2700 Millionen Jahren  BP oder um 2500 Millionen Jahren BP) nun letztendlich für die hochgradige Metamorphose zutrifft ist nach wie vor umstritten. Es ist möglich, dass zwei granulitfazielle Ereignisse auch hintereinander erfolgten (was aber mit Geländebefunden nicht im Einklang steht) oder terranbedingt zeitlich versetzt abliefen.

## Ursachen
Aufgrund der Begrenzung des Aufschlussgebietes ist die tektonische Stellung des Badcallians nicht eindeutig. Eine Ursache für dieses tektono-metamorphe Ereignis könnte der Zusammenstoß dieses Krustenbereiches mit einem Vulkanbogen-Terran sein, welcher an einer Subduktionszone erfolgte.

## Auswirkungen
Das Badcallian betraf vor allem das Assynt-Terran und möglicherweise auch das nördlich folgende Rhiconich-Terran.